# Brunskogs distrikt
Brunskogs distrikt är ett distrikt i Arvika kommun och Värmlands län. Distriktet ligger omkring Edane i västra Värmland.

## Tidigare administrativ tillhörighet
Distriktet inrättades 2016 och utgörs av Brunskogs socken i Arvika kommun.
Området motsvarar den omfattning Brunskogs församling hade vid årsskiftet 1999/2000.

## Tätorter och småorter
I Brunskogs distrikt finns en tätort och två småorter.

### Tätorter
- Edane

### Småorter
- Vikene
- Västra Furtan